# Rùa mai mềm Leith
Rùa mai mềm Leith (danh pháp hai phần: Nilssonia leithii) là một loài rùa trong họ Trionychidae. Loài này được Gray mô tả khoa học đầu tiên năm 1872.